# Вєтров Олег Миколайович
Олег Миколайович Вєтров (нар. 7 березня 1970, Макіївка) — український футболіст, який грав на позиції захисника. Найбільш відомий за виступами в клубах української вищої ліги «Торпедо» та «Металург» із Запоріжжя.

## Кар'єра футболіста
Олег Вєтров розпочав виступи на футбольних полях у 1989 році у складі команди радянської другої ліги «Новатор» з Маріуполя. У цьому ж році він перейшов до команди вищої ліги «Шахтар» з Донецька, проте зіграв у її основі лише в одному матчі Кубка Федерації футболу СРСР проти київського «Динамо», переважно граючи в дублюючому складі. На початку 1990 року Вєтров перебував у складі аматорської команди «Хімік» з Сєвєродонецька, в цьому ж році перейшов до складу армійської команди СКА (Київ), у якій грав до кінця 1991 року.
На початку 1992 року Олег Вєтров став гравцем команди зі свого рідного міста «Бажановець», яка розпочала виступи в української перехідної ліги, та став кращим бомбардиром чемпіонату з 11 забитими м'ячами. У наступному чемпіонаті в складі макіївської команди вже в другій лізі футболіст також відзначився високою результативністю, відзначившись 13 забитими м'ячами. Це викликало зацікавленість гравцем з боку команд української вищої ліги, й уже на початку сезону 1993—1994 років, у якому він встиг відзначитись 6 голами в 7 матчах, Вєтров став гравцем команди вищої ліги «Торпедо» із Запоріжжя. Хоча в цій команді футболіст уже не відзначався бомбардирським здібностями, проте він став одним із основних гравців захисної ланки команди аж до 1996 року. У 1996 році Вєтров перейшов до складу іншої запорізької команди вищої ліги «Металург», проте в цій команді він не зумів стати гравцем основного складу, та зіграв лише 5 матчів чемпіонату й 2 матчі Кубка України. На початку сезону 1997—1998 років Олег Вєтров знову став гравцем макіївської команди, яка грала під новою назвою «Шахтар» вже в першій лізі, проте вже на початку 1998 року став гравцем команди другої ліги «Віктор» із Запоріжжя, в якій грав до кінця 1999 року. На початку 2000 року Вєтров грав у складі команди першої ліги «Нафтовик» з Охтирки, після чого завершив виступи на футбольних полях. Після завершення виступів Олег Вєтров працює в Запоріжжі футбольним тренером.